# Cucina del Mato Grosso do Sul

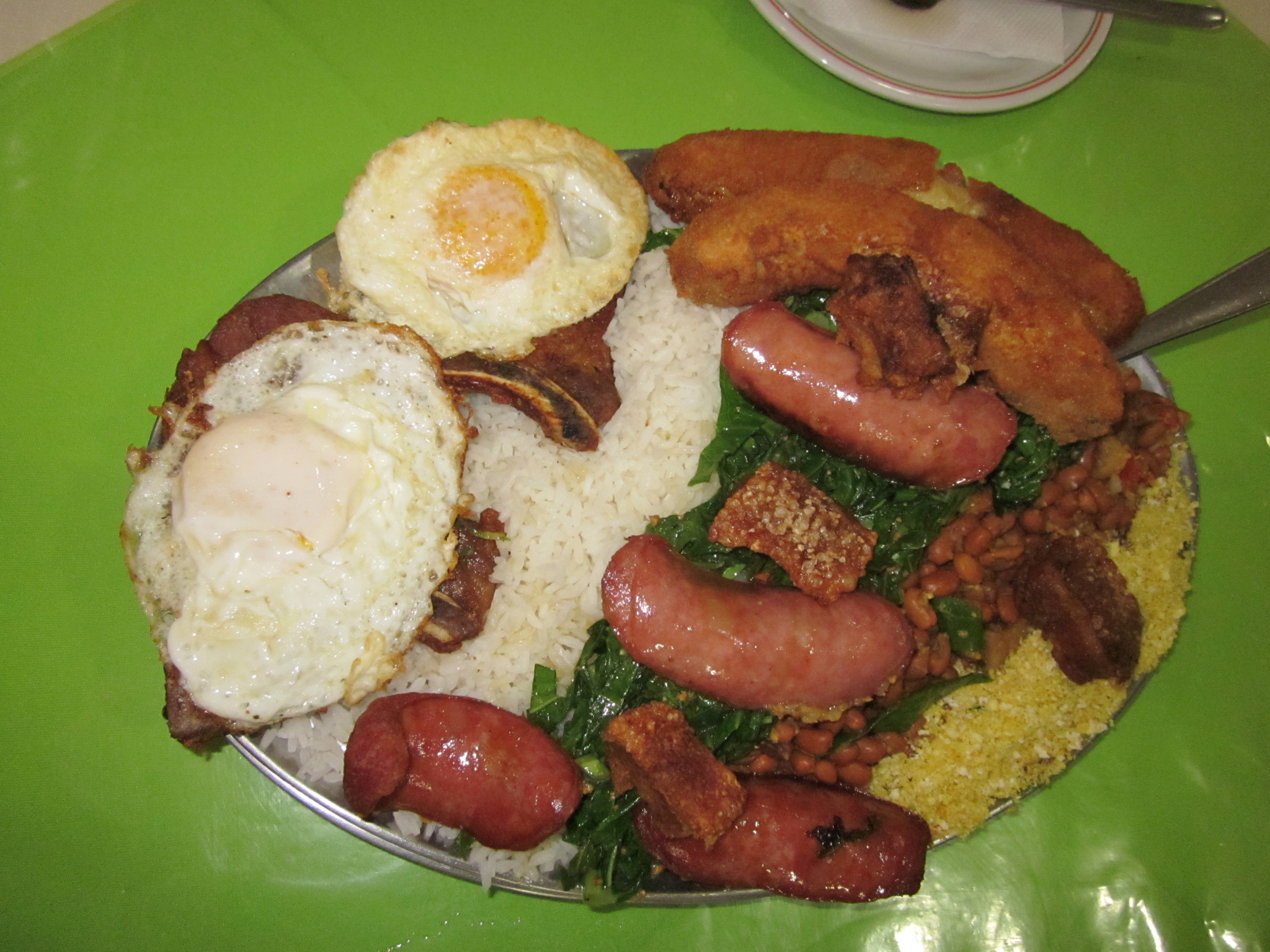
Virado alla paulista

La cucina del Mato Grosso do Sul è il risultato dell'incontro delle numerose popolazioni ivi migrate.

## Salgados / Salati
- Arroz Carreteiro / riso di strada : carne picada / tritata , salgada / salata, cozida / cotta con riso
- Riso boliviano: riso e banana, cipolla e formaggio grattugiato.
- Bolo de arroz: torta di riso.[1]
- Carne de capivara: carne cucinata nella forma di asado / arrosto.[2]
- Carne de jacaré / carne di alligatore cotta e ripiena di verdure.[3]
- Carpaccio di dourado,[4] secondo Arrigo Cipriani, attuale proprietario dell'Harry's Bar di Venezia, il Carpaccio fu inventato nel suo locale, dove, nel 1950, fu prima servito alla Contessa Amalia Nani Mocenigo, quando informò il proprietario del ristorante che il suo medico aveva raccomandato il consumo esclusivo di carne cruda.
- Chipa,[5] pane o torta salata al mais o alla manioca.
- Chipa guazú / chipa con la criniera.
- Churrasco com mandioca / Churrasco con manioca.
- Cumandá quesú[6] / budino di latte.
- Farofa de banana da terra[7][8] / banana di terra friabile.
- Farofa de carne[9] / friabile di carne.
- Filé de pintado a urucum[10] / filetto colorato all'urucum.
- Locro[11], zuppa invernale preparata principalmente con carne di manzo, maiale, e verdure.
- Mandioca fritta / manioca fritta.[12]
- Maria Izabel, manzo cotto con riso.
- Mojica de pintado, stufato preparato con limetta, manioca, cipolla e pomodoro.[13]
- Paçoca de carne seca,[14] dal tupi, po-çoc, "sbriciolare", dolce di arachidi con carne secca.
- Pacu[15] assado e recheado, pesce pacu, ripieno, al forno.
- Pamonha,[16] fagotto di granoturco bollito con latte, avvolto in foglie di mais.
- Peixe ensopado / stufato di pesce, generalmente preparato con pesce pacu colorato in brodo.[8]
- Pintado fritto,  una specie di pesce gatto fritto e impanato.
- Puchero / Pucherada, stufato a base di pollo, pancetta e salame. Ricetta di origine andalusa.[17]
- Salteña,[18]  fagottini a base di pollo e patate.
- Sarrabulho[19], versione brasiliana della trippa.
- Sôo josu py, brodo di manzo macinato originario del Paraguay.
- Sopa paraguaia, ricetta di origini paraguiane, preparata con cipolla, sale grosso, grasso di maiale, uova, formaggio fresco, latte e farina di mais
- Sobá / Yakisoba, spaghetti di grano saraceno
- Ventrecha / Ventresca, la parte più pregiata del tonno rosso o del tonno a pinne gialle,

## Dolci
- Bolo de mandioca, torta dolce preparata con manioca.[20]
- Francisquito,[21] una specie di pasticcino salato.
- Furrundu,[22] dolce preparato con papaya e zucchero di canna.
- El Quibebe o Kibebe[23] un pasticcio / mousse a base di formaggio, zucca e erbe aromatiche.

## Bevande

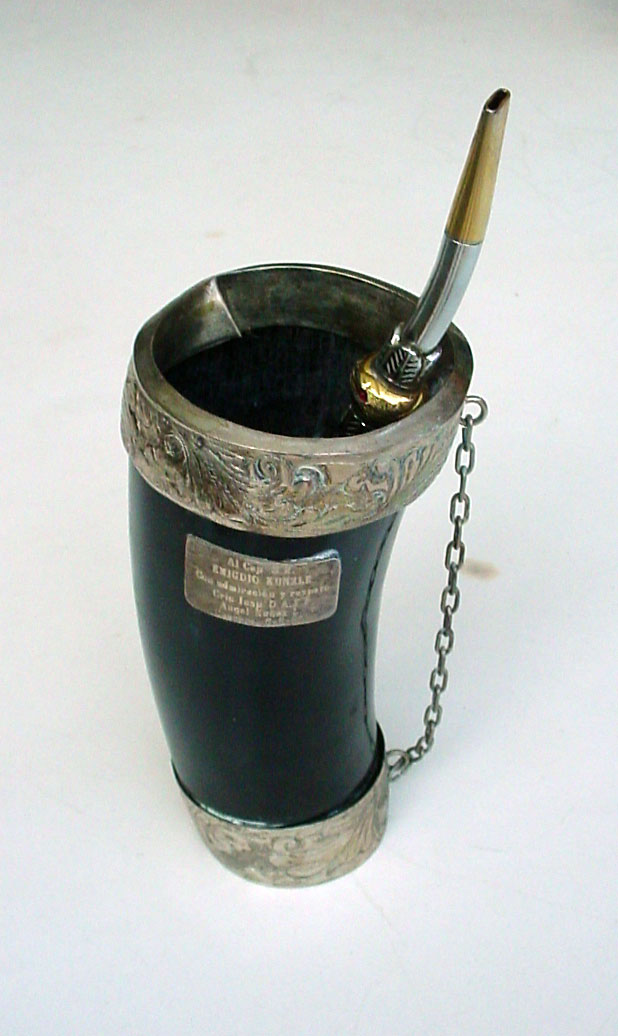
Guampa, recipiente tipico di tererè

- Caldo de peixe Piranha,[24] brodo di pesce Piranha.
- Chicha , bevanda alcolica ottenuta dalla fermentazione del mais in acqua zuccherata.
- Chimarrão[25] versione portoghese della yerba mate.
- Licor de pequi, bevanda dolce a base di alcool e piccola quantità di succo di mais.
- Mate chimarrão, refrigerante a base di yerba mate[26]
- Sorvete de bocaiúva,  sorbetto a base di farina di Bocaiúva.[27][28]
- Suco de guaraná, succo ricavato dal guaranà grattugiato, importato dagli indios maltesi dell'Amazzonia.
- Tereré, infuso preparato con Yerba mate e acqua gelata, servito in un corno di bue
- Xibé, bevanda di origine indigena, una miscela di farina di manioca, acqua e miele.